# Moritz Steinschneider
Moritz Steinschneider (30 de març de 1816, Prostějov, Moravia, Àustria - 24 de gener 1907, Berlín) va ser un bibliògraf i orientalista bohemi. És considerat com el fundador de la bibliografia científica hebraica i el principal homo universalis jueu de la seva època.
Va rebre la seva primera instrucció en hebreu del seu pare, Jacob Steinschneider (1782-1856), que no només era un talmudista expert, sinó que també era versat en la ciència secular. La casa de Jacob Steinschneider sempre va ser un lloc de trobada d'hebraistes progressistes, com ara el seu cunyat, el metge i escriptor Gideon Brecher.
El seu cognom significa tallador o gravador de gemmes, probablement l'ofici dels seus avantpassats.

## Educació
A l'edat de sis anys, Steinschneider va ser enviat a l'escola pública, que era encara una opció rara per als jueus a l'imperi austrohongarès en aquells temps; i, als tretze anys, va ser deixeble del rabí Nahum Trebitsch, que va seguir a Mikulov, Moràvia el 1832. L'any següent se'n va anar a Praga per tal de continuar els seus estudis talmúdics i començar les classes de magisteri a l'Escola Normal, on hi va romandre fins al 1836.
El 1836, Steinschneider es va traslladar a Viena per continuar els seus estudis i, seguint el consell del seu amic Leopold Dukes, es va dedicar especialment a les literatures oriental i neohebraica, i, més particularment, a la bibliografia, el seu principal focus. S'hi va trobar amb els seus compatriotes i condeixebles de Moràvia, Abraham Benisch i Albert Löwy. El 1838, a Can Löwy van fundar entre amics íntims, una societat pro-sionista anomenada Die Einheit (La Unitat) amb l'objectiu de promoure el benestar del poble jueu, per a la colonització de Palestina per part de jueus austríacs. La societat va romandre secreta, per por de ser intervinguda pel govern. Anglaterra semblava aleshores menys restrictiva amb els jueus i, esperant un millor acolliment, el 1841, la Societat Nacional Jueva d'Estudiants va enviar Löwy a Londres com a emissari; Benisch el va seguir poc després. Steinschneider dubtava que aquesta acció fos practicable i el 1842 va abandonar la societat, en constatar a més a més que no era gaire compatible amb els seus anhels d'estudiar.
Pel fet de ser jueu, Steinschneider no podia entrar a l'Acadèmia Oriental, ni tampoc obtenir permís per poder fer extractes de llibres i manuscrits hebreus a la Biblioteca Imperial de Viena. Malgrat aquests inconvenients, va continuar els seus estudis d'àrab, sirià i hebreu amb Josef Kaerle a la Facultat Teològica Catòlica de la Universitat de Viena. Tenia en aquells moments la intenció d'adoptar la carrera rabínica. A Viena, com abans a Praga, es va guanyar la vida donant classes particulars d'italià i altres temes.

### Carrera universitària

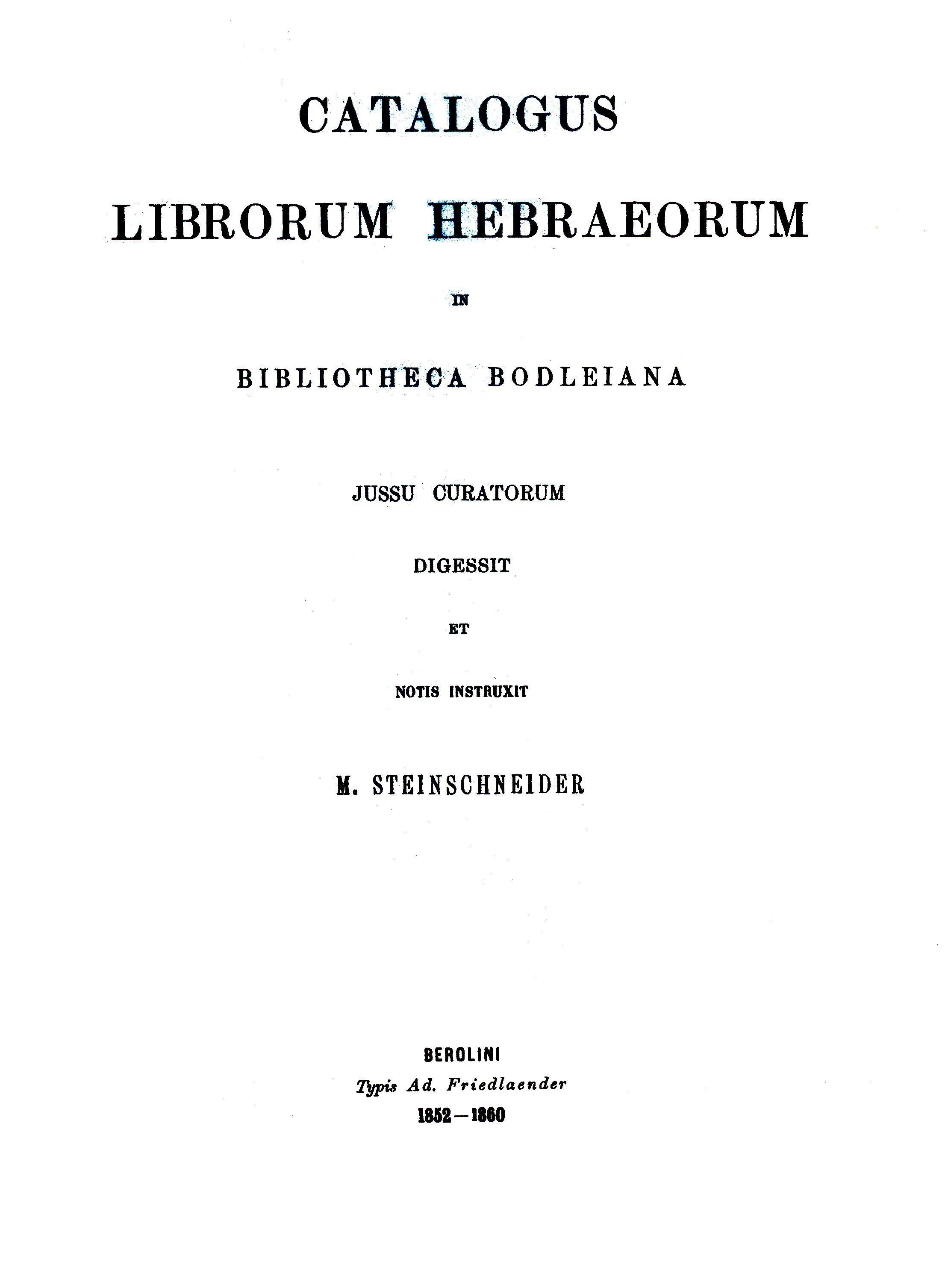
Frontís del catàleg de llibres hebreus d'Oxford

Per raons polítiques va abandonar Viena i volia anar a Berlín; però, en no obtenir el passaport, va anar a la universitat de Leipzig per a continuar l'estudi de l'àrab amb Heinrich Leberecht Fleischer (1801-1888). En aquell temps va començar la traducció de l'Alcorà a l'hebreu i va col·laborar amb Franz Delitzsch en l'edició de l'obra Etz Chayyim d'Aaron ben Elijah. Va sortir el 1841 però la censura austríaca prohibia als autors jueus publicar sota el seu nom propi. Mentrestant a Leipzig va contribuir una sèrie d'articles sobre literatura jueva i àrab al lexicó conversacional Universal-Lexikon der Vergangenheit und Gegenwart de Heinrich August Pierer (1794-1850).
Finalment, el 1839 va aconseguir el passaport i va marxar cap a Berlín, on va assistir a les conferències universitàries sobre filologia comparada i història de les literatures orientals de Franz Bopp. Alhora va conèixer Leopold Zunz i Abraham Geiger. El 1842 va tornar a Praga. El 1845 va seguir a Michael Sachs a Berlín; però les tendències massa ortodoxes d'aquest últim van fer que Steinschneider abandonés definitivament la seva intenció de fer-se rabí. En aquest moment va ser contractat com a periodista del diari Nationale Zeitung per a les sessions de l'Assemblea Nacional a Frankfurt del Main i com a corresponsal del diari Prager Zeitung. El 1844 va elaborar amb David Cassel el projecte d'una enciclopèdia general del judaisme (Real-Encyclopädie des Judenthums), però exceptuant uns extrets publicats a la revista Literaturblatt des Orients i un prospecte, va romandre al nivell de projecte inacabat.
El 17 de març de 1848, després de moltes dificultats, Steinschneider va obtenir la nacionalitat prussiana. El mateix any, la Universitat d'Oxford li encarregà la preparació del catàleg dels llibres hebreus de la Bibliotheca Bodleiana. El resultat va ser el Catalogus Librorum Hebræorum in Bibliotheca Bodleiana (Berlín, 1852-1860), una obra que el va tenir ocupat durant tretze anys, dels quals, quatre estius els va anar a passar a Oxford.
El 1850 va rebre el grau de doctor a la Universitat de Leipzig. El 1859 va ser nomenat catedràtic al Veitel-Heine Ephraim'sche Lehranstalt a Berlín, on les seves conferències van ser ateses per estudiants jueus i cristians. De 1860 a 1869 va ser el representant de la comunitat jueva a l'administració davant els tribunals de la ciutat. En aquesta funció sempre va protestar contra el jurament judaic more judaico, un romanent del prejudici racista medieval i molt humiliant. De 1869 a 1890 va ser director de l'escola per a nenes jueues Jüdische Mädchen-Schule i el 1869 va ser nomenat ajudant a la Biblioteca Reial de Berlín. De 1859 a 1882 va editar la revista Hebräische Bibliographie. El 1872 i 1876 va rebutjar propostes de treball de l'escola superior per la ciència del judaisme, Hochschule für die Wissenschaft des Judenthums a Berlín i a la Universitat d'Estudis Jueus de Budapest, respectivament. Sempre va defendre la idea que les institucions apropiades per al desenvolupament de la ciència jueva no eren els seminaris teològics jueus sinó les universitats.

## Camp d'activitat

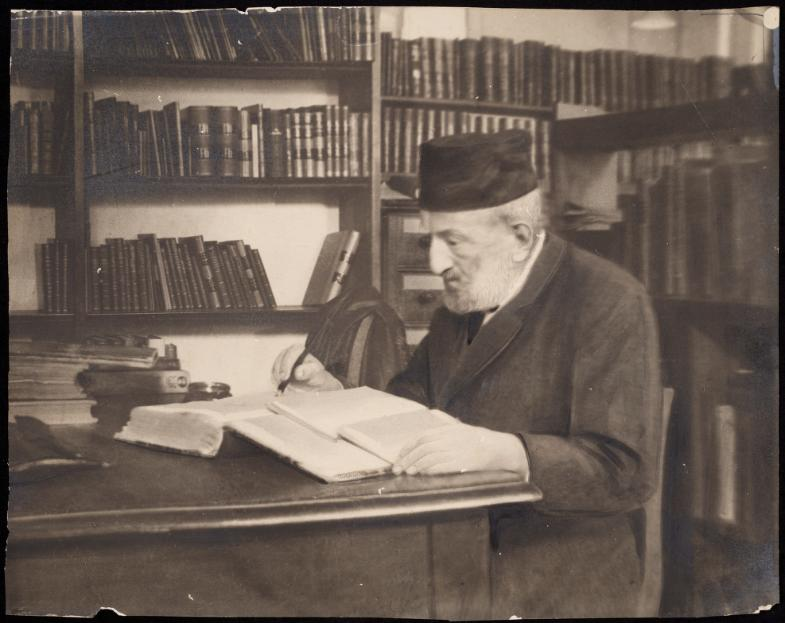
Moritz Steinschneider (1816–1907)

Es va allunyar cada dia més de la teologia, en estudiar matemàtica, filologia, història natural i medicina, amb l'objectiu de poder demostrar la contribució dels jueus a la història general de la civilització (Kulturgeschichte). Steinschneider va completar i eixamplar les bases de la ciència jueva que Zunz havia establert. Va ser el primer en realitzar un inventari sistemàtic de la literatura jueva fins a finals del segle xviii i el primer en publicar catàlegs dels llibres i manuscrits hebreus de les biblioteques públiques d'Europa. El catàleg de la Biblioteca Bodleiana de la Universitat d'Oxford va bastir els fonaments de la seva reputació com el més gran bibliògraf jueu. Junts amb els catàlegs de les biblioteques de Leiden, Múnic, Hamburg i Berlín, així com els vint-i-un volums de la seva Hebräische bibliographie, constitueixen una mina d'informació sobre la història i literatura jueves.
Una de les seves obres més importants és Die Hebräischen Übersetzungen des Mittelalters und die Juden als Dolmetscher: Ein Beitrag zur Literaturgeschichte des Mittelalters (1844-1847). S'havia adonat quan treballava per a l'Encyclopädie der Wissenschaften und Künste (1844-1847) d'Ersch i Gruber que no hi havia gaire fonts que tractessin la manera com obres escrites en altres llengües van influir sobre la literatura jueva. Va decidir dedicar-se a complementar les monografies de Pierre Daniel Huet, Amable Jourdain, Ferdinand Wüstenfeld i Johann Georg Wenrich sobre la història de les traduccions amb una monografia sobre la literatura neohebrea. El 1880 va guanyar un premi atorgat per l'Institut de France per a una bibliografia completa de les traduccions hebrees de l'edat mitjana, amb dues monografies que es van publicar en francès el 1884 i el 1886. La seva Übersetzungen n'és una traducció ampliada a l'alemany.
Steinschneider escrivia amb desimboltura l'alemany, el llatí, el francès, l'italià i l'hebreu; el seu estil no era per al gran públic sinó més aviat «per als lectors informats». Curiosament va escriure juntament amb Horwitz, un petit llibre de lectura per a escolars: Imre Binah (1846) i alguns llibres de text per a l'escola primària de Sassoon del Bene Israel a Bombai. El 1839 va escriure Eine Übersicht der Wissenschaften und Künste Welche in Stunden der Liebe Nicht Übersehen Sind per al diari Pester Tageblatt editat per Moritz Gottlieb Saphir. El 1846 va seguir l'obra Manna, un volum de poemes, adaptacions de poesia hebrea, que va dedicar a la seva novia Augusta Auerbach, amb qui es va casar el 1848.

## Taules de Pere el Cerimoniós
Aquestes taules astronòmiques, van ser descobertes a finals del segle xix en un manuscrit en llatí de la Biblioteca Nacional de França i un altre en hebreu a la Biblioteca Apostòlica Vaticana. Moritz Steinschneider va comparar-les i va desmentir Manuel Rico Sinobas, que les considerava un epígraf de les Taules alfonsines. Va afirmar que ambdós manuscrits atestaven que s'havien fet a Barcelona per ordre del rei Pere. Es van trobar altres manuscrits en hebreu conservats a Suïssa i a la Ciutat del Vaticà, a part del document en hebreu de Barcelona cedit per un rabí de la ciutat abans de la Guerra Civil Espanyola. Josep Maria Millàs Vallicrosa va concloure el debat en trobar el manuscrit català a la biblioteca de Ripoll, i comparant tots els documents va poder reconstruir les taules originals.

## Obres
Llibres
- Ben Elias, Ahron. Moritz Steinschneider & Franz Delitzsch (eds i prefaci). Etz Chayyim Ahron ben Elias aus Nikomedien des Karäer's System der Religionsphilosophie, etc. (eBook gratuït) (en alemany, hebreu).  Leipzig: J.A. Barth, 1841, p. 388.[Enllaç no actiu]
- Die Fremdsprachlichen Elemente im Neuhebräischen. Praga, 1845.
- Imre Binah : Spruchbuch für Jüdische Schulen, editat juntament amb A. Horwitz. Berlín, 1847.
- Mannà (adaptacions de la poesia hebrea del segle xi al XIII). Berlín, 1847.
- Jüdische Literatur, a Ersch i Gruber (eds) Allgemeine Encyclopädie der Wissenschaften, tom 27, pàg. 357-376, Leipzig, 1850 (traduït a l'anglès per William Spottiswoode, Jewish Literature from the Eighth to the Eighteenth Century (trad. Literatura jueva del vuitè al dècim vuitè segle), Londres, 1857, versió hebrea, traduït per Henry Malter, Sifrut Yisrael, Wilna, 1899).
- Catalogus Librorum Hebræorum en la Bibliotheca Bodleiana. Berlín, 1852-60.
- Die Schriften des Dr. Zunz. Berlín, 1857.
- Alphabetum Siracidis. .. en Integrum Restitutum et Emendatum, etc. Berlín, 1858.
- Catalogus Codicum Hebræorum Bibliothecæ Academiæ Lugduno-Batavæ (amb 10 taules de litografia que contenen espècimens d'autors karaítas). Leiden, 1858.
- Bibliographisches Handbuch über die Literatura Teòrica i Literària per la Hebräische Sprachkunde. Leipsic, 1859 (amb correccions i addicions, ib., 1896).
- Reshit ha-Limmud, un manual hebreu sistemàtic per a la institució benèfica de D. Sassoon a Bombai. Berlín, 1860.
- Zur Pseudoepigraphischen Literatur, Insbesondere der Geheimen Wissenschaften des Mittelalters. Aus Hebräischen und Arabischen Quellen. Berlín, 1862.
- Alfarabi des Arabischen Filosofen Leben und Schriften, etc. Sant Petersburg, 1869.
- Die Hebräischen Handschriften der Königlichen Hof- und Staatsbibliothek en München (al «Sitzungsberichte der-Philosophisch-Historischen Klasse der Königlichen Akademie der Wissenschaften in München"). Múnic, 1875.
- Polemische und Apologetische Literatur in Arabischer Sprache Zwischen Muslimen, Christen und Juden. Leipzig, 1877.
- Catalog der Hebräischen Handschriften in der Stadtbibliothek zu Hamburg. Hamburg, 1878.
- Die Arabischen Übersetzungen aus dem Griechischen. Berlín, 1889-96.
- Die Hebräischen Übersetzungen des Mittelalters und die-Juden als Dolmetscher, etc. Berlín, 1893.
- Verzeichniss der Hebräischen Handschriften der Königlichen Bibliothek zu Berlin. Part I, Berlín, 1897; part ii, ib. 1901.
- Die Arabische Literatur der Juden (ebook grauït) (en alemany).  Frankfurt am Main: J. Kaufmann, 1902, p. 436.

Articles i contribucions a obres col·lectives
- «Ueber die Volksliteratur der Juden». Archiv für Literaturgeschichte. R. Gosche, 1871.
- «Constantinus Africanus und seine arabischen Quellen». Archiv für pathologische Anatomie. Virchow, vol. xxxvii.
- «Donnolo: Pharmakologische Fragmente aus dem 10. Jahrhundert». Archiv für pathologische Anatomie. Virchow, vol. xxxvii.
- «Die Toxologischen Schriften der Araber bis zum Ende des XII Jahrhunderts». Archiv für pathologische Anatomie. Virchow, vol. LII. (també imprès per separat)
- «Gifte und Ihre Heilung: Eine Abhandlung des Moses Maimonides». Archiv für pathologische Anatomie. Virchow, vol. LVII. (també imprès per separat)
- «Gab es eine Hebräische Kurzschrift?». Archiv für Stenographie, 1877., reimpressió de l'article «Abreviaturen», per a la mai publicada Real-Encyclopädie des Judenthums
- «Jüdische Typographie und Jüdischer Buchhandel» amb D. Cassel, a Ersch i Gruber (eds.) Encyc. secció ii, part 28, pàg. 21-94;
- «Die Metaphysik des Aristoteles in Jüdischer Bearbeitung», al Zunz Jubelschrift, 1886;
- «Jehuda Mosconi»,a la revista Magazin de Berlín, 1876;
- «Islam und Judenthum», ib. 1880;
- «Ueber Bildung und den Einfluss des Reisens auf Bildung» (dues conferències impartides al Verein Junger Kaufleute, reproduïdes a Virchow-Wattenbach «Sammlung Gemeinverständlicher Wissenschaftlicher Vorträge», 1894);
- «Lapidarien: Ein Culturgeschichtlicher Versuch», al Kohut Memorial Volume, 1896;
- «Jüdisch-Deutsche Literatur», a Serapeum de Neuman, 1848-49;
- «Jüdisch-Deutsche Literatur und Jüdisch-Deutsch», ib. 1864, 1866, 1869;
- Articles sobre Aràbia, literatura àrab, àrab, els califes, el Alcorà, la religió musulmana i les sectes musulmanes a la segona edició (1839-43) del Universal-lexikon de Pierer;
- «Letteratura Italiana dei Giudei» en Il Vessillo Israelitico, 1877-80;
- «Letteratura anti-giudaica in Lingua Italiana», ib. 1881-83;
- «Zur Geschichte der Übersetzungen aus Indischen in's Arabische», en ZDMG 1870-71;
- «Hebräische Drucke in Deutschland», a Zeitschrift für die Geschichte der Juden in Deutschland 1886–92 de Ludwig Geiger
- «Abraham Judaeus-Savasorda und Ibn Esra» a Zeitschrift für Mathematik und Physik, 1867 d'Oskar Schlömilch
- «Abraham ibn Esra», ib. 1880.

El prefaci de l'Arabische Literatur der Juden es pot considerar com el seu testament filosòfic: apart de ser un resum dels principis més important de l'estudi de la literatura jueva hi va afegir una professió de fe agnòstica.